# Música para una escena de Shelley

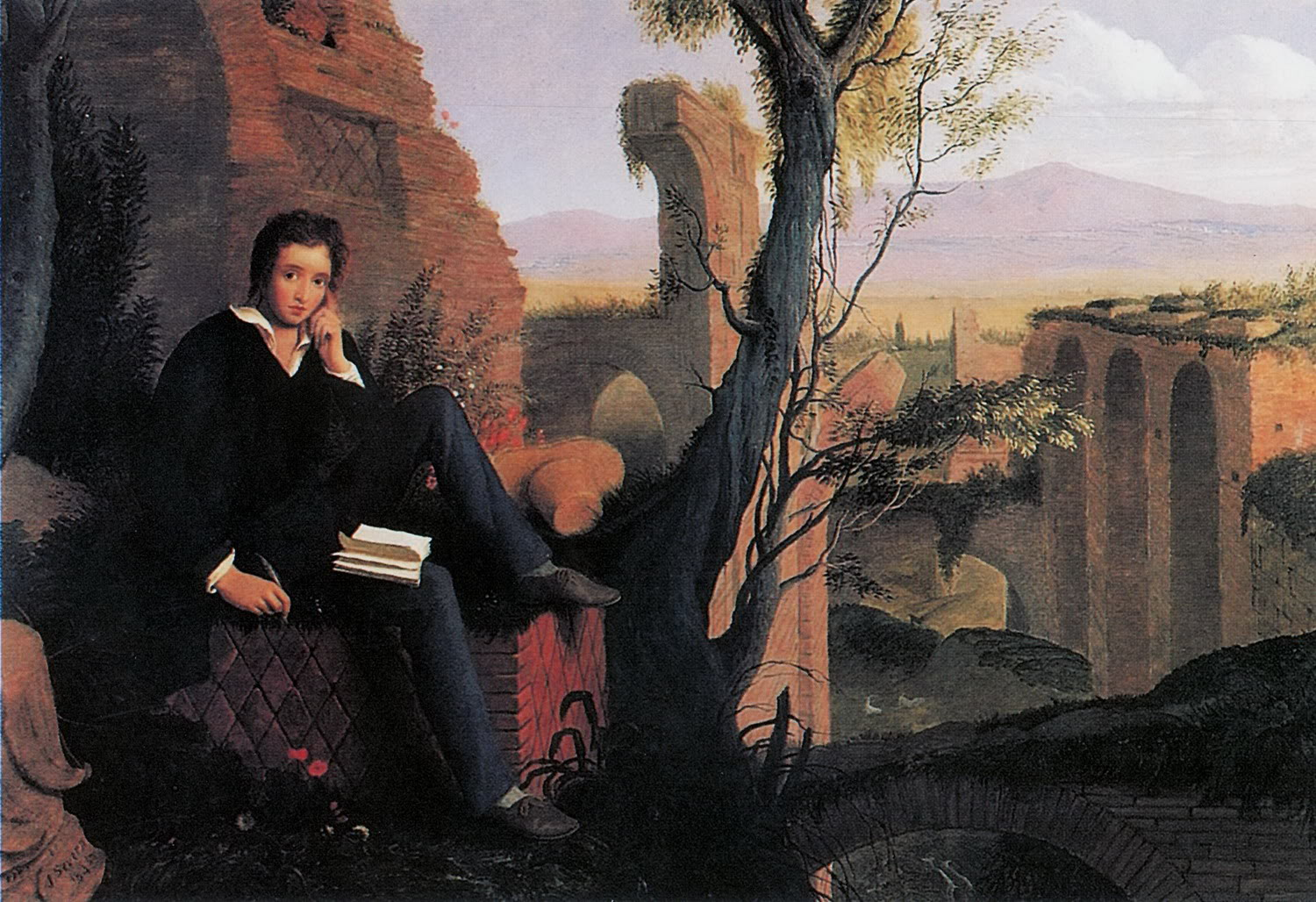
Shelley escribiendo Prometeo liberado

Música para una escena de Shelley (título original en inglés: Music for a Scene from Shelley), op. 7, es un poema sinfónico compuesto por Samuel Barber en 1933.

## Historia
Barber compuso su Música para una Escena de Shelley durante un viaje a Italia en el verano de 1933. Su fuente de inspiración procede de una visión del Lago de Lugano y los Alpes suizos desde Cadegliano, localidad donde Barber se alojaba, junto a Gian Carlo Menotti, en una villa propiedad de la familia de este. Es la única composición de Barber que debe su origen a la influencia de un lugar. Con todo, también se basa y debe su título a las líneas de la escena 5 del acto II del Prometeo liberado de Percy Bysshe Shelley en las que Panthea incita a su hermana Asia, diosa del amor, a escuchar "voces en el aire", en un intento por lograr la compasión y el amor de esta. La obra fue estrenada en el Carnegie Hall de Nueva York el 24 de marzo de 1935 a cargo de la New York Philharmonic-Symphony Orchestra, dirigida por Werner Janssen. Se sucedieron más interpretaciones de la obra, tanto en Europa como en los Estados Unidos, si bien nunca ha alcanzado la popularidad de algunas de las primeras obras orquestales de Barber. En 1935, el compositor fue galardonado con el Premio de Roma de la Academia Americana en Roma y con un premio Pulitzer por esta composición y la Sonata para violonchelo. El Premio de Roma, anunciado en la cadena de radio NBC el 9 de mayo como parte de la retransmisión de un concierto con música suya que incluía ambas obras, le permitió regresar a Italia, donde compondría su Sinfonía n.º 1.

## Análisis

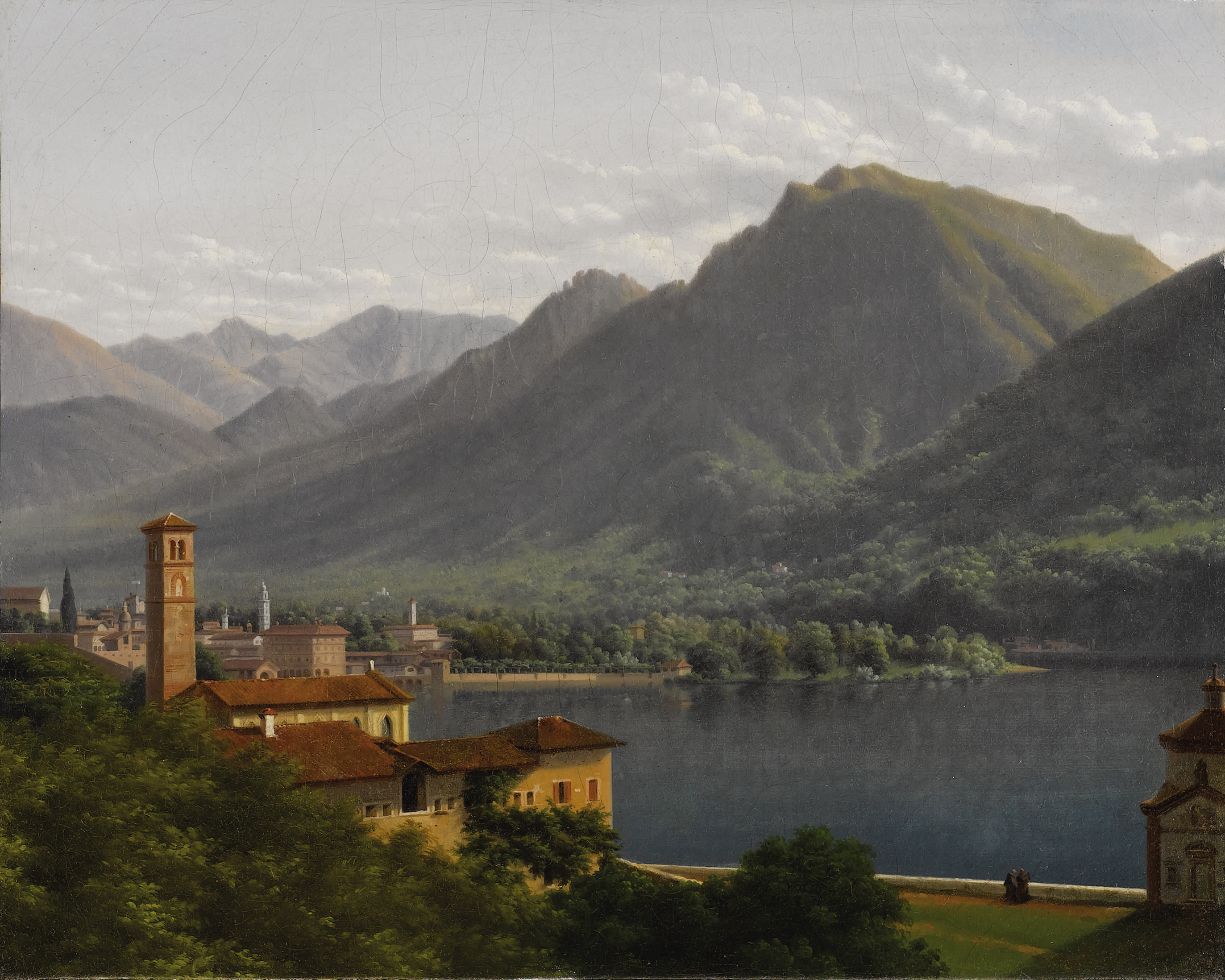
Lago de Lugano. Pintura de Henri-Rolland Lanzarote, marqués de Turpin-Crissé.

La forma que adopta la Música para una escena de Shelley es controvertida. Se la ha descrito como una forma en arco, pero otros consideran esto poco ajustado, proponiendo como alternativa una forma AB con coda.
Aparte del programa literario declarado, el carácter de la música describe un misterioso ambiente gótico. El motivo inicial de cuatro notas descendentes sobre el fondo de un murmullo ondulante se ve sometido a muy poco desarrollo real. En vez de eso, se repite unas cuantas veces con distintas texturas y orquestaciones, así como niveles dinámicos gradualmente crecientes. Entonces se introduce material nuevo y la obra «alcanza un clímax que hiela la sangre para luego volver a remansarse». Al cabo de más de cuarenta años, Barber retomará en 1977 ese mismo motivo descendente de cuatro notas en su Ballade para piano, en la que, al igual que en la Música para una escena de Shelley, viene sencillamente reiterado, en lugar de verse desarrollado.